# نعمة الله ولي

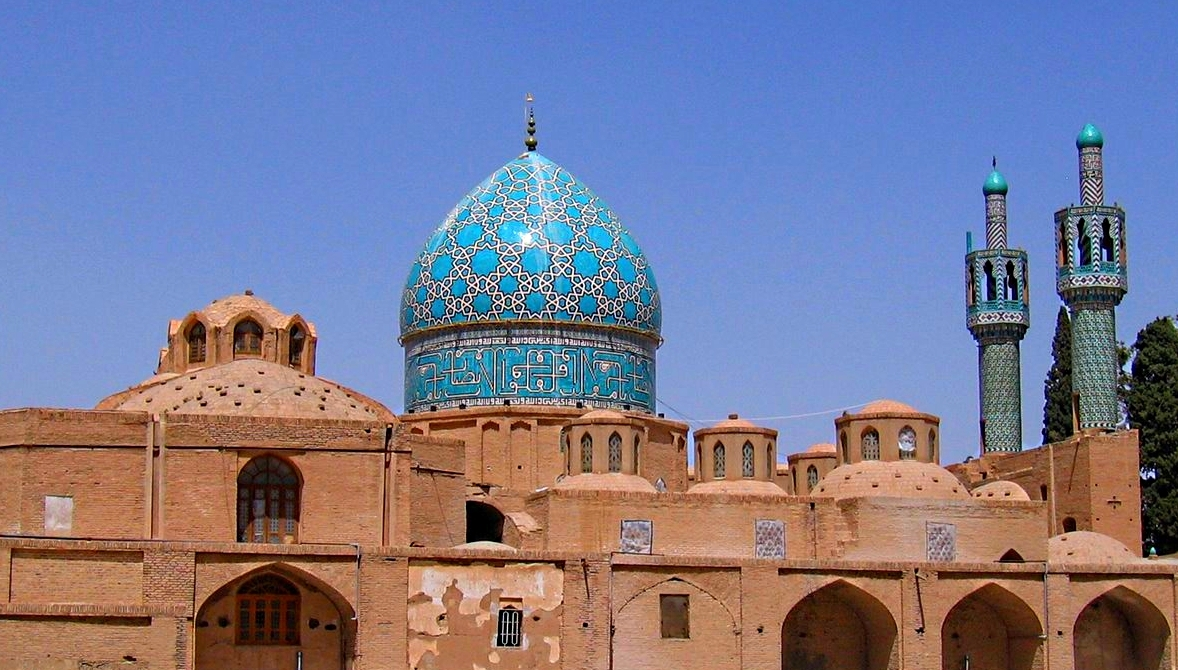
ضريح نعمة الله ولي في ماهان.

نعمة الله ولي (730 - 820 هـ) هو عارف و متصوف ، وبه تعرف سلسلة العرفاء والصوفية، النعمة اللهية.

## ترجمته
هو السيد نور الدين شاه نعمة الله بن عبد الله بن محمد بن عبد الله بن يحيى العلوي الحسيني الكرماني الماهاني، المعروف بشاه نعمة الله ولي، وولي، وقيل في اسمه: نعمة الله بن عبد الله بن محمد. ولد في حلب سنة 730 هـ، واقام بالعراق ثم بمكة، كما زار يزد وهراه وسمرقند، ثم وصل به المطاف إلى ماهان من توابع كرمان ، و بها وفاته في الخامس والعشرين، وقيل في الثاني والعشرين من رجب سنة 820 هـ، وقيل سنة 827 هـ، وقيل سنة 832 هـ وقيل سنة 834 هـ.

## آثاره
من آثاره: ديوان شعر و «نصيحت ملوك» و «نكات صغير» و «شرح گلشن راز» و «معرفت نفس» و «مهدية» و «برزخية» و «أمانت» و «شرح فاتحة» و «شرح اخلاص» و «منهاج المسلمين» و «هدايت» و «مكاشفة» و «فيوضات» وغيرها.